# Минаев, Дмитрий Александрович
Дмитрий Александрович Минаев (13 февраля 1967, Москва) — советский и российский баскетболист, выступавший на позиции центрового. Мастер спорта СССР.

## Биография
Дмитрий Минаев выступал в чемпионате СССР за московский ЦСКА. Двукратный чемпион СССР. Чемпион России.
В дальнейшем выступал за клубы Испании и Китая, а также в чемпионате России за московские «Спортакадемклуб» и «Динамо».
В 1987 году привлекался в юниорскую сборную СССР (7 место на чемпионате мира U-19 1987 года), а в ноябре 1994 года — в мужскую сборную России (квалификация к чемпионату Европы 1995 года).
После завершения игровой карьеры работает тренером.

## Достижения
- Чемпион СССР: 1988, 1990.
- Чемпион России: 1992.
- Серебряный призёр чемпионата СССР: 1987.
- Бронзовый призёр чемпионата СССР: 1989.